# 제1차 콘스탄티노폴리스 공의회

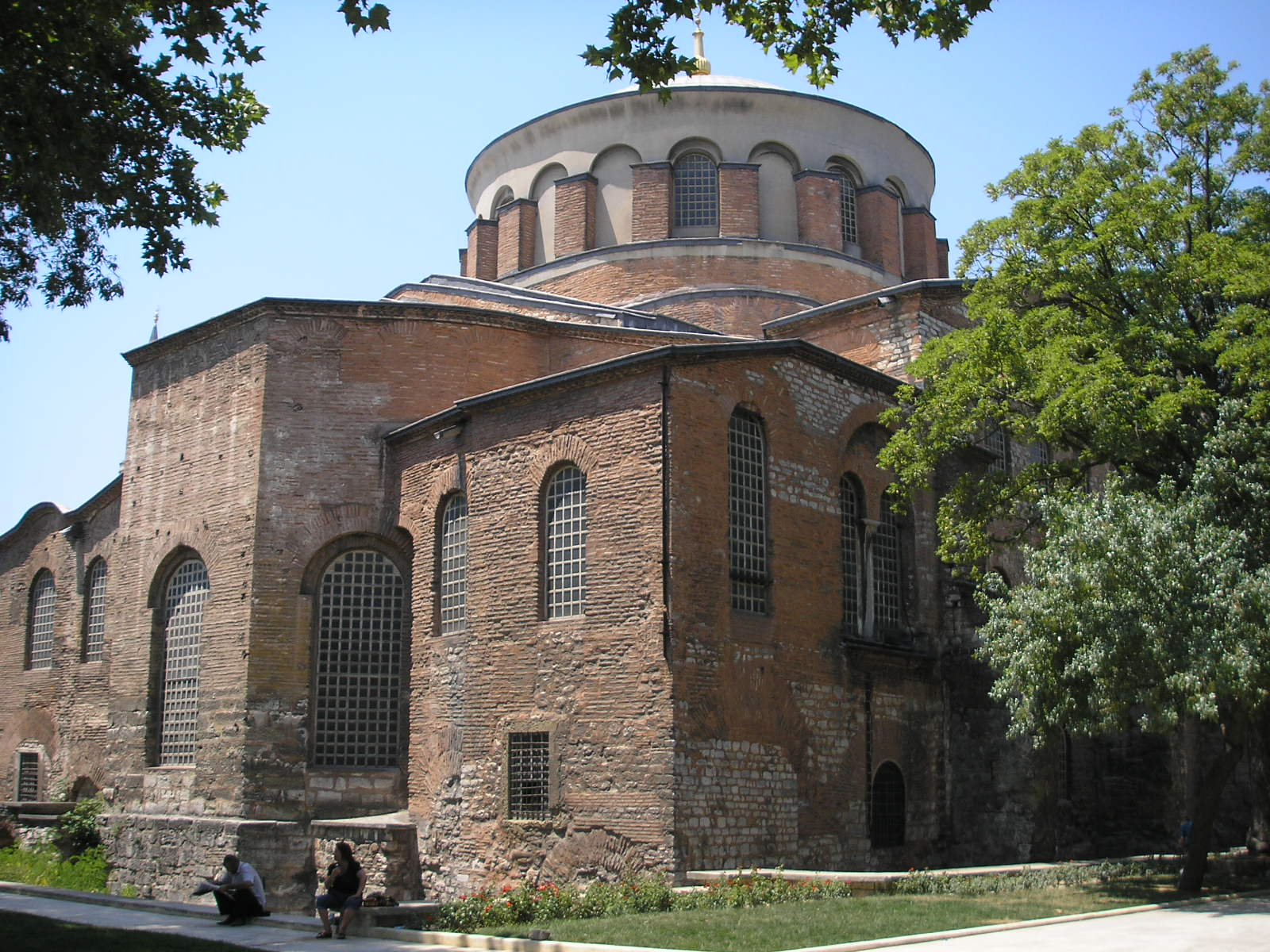
공의회가 벌어졌던 이스탄불의 하기아 이레네 성당.

제1차 콘스탄티노폴리스 공의회는 381년 콘스탄티노폴리스(현재 터키의 이스탄불)에서 열린 기독교의 두 번째 공의회이다.

## 개설
325년에 이루어진 제1차 니케아 공의회는 니케아 신조를 채택하고 아리우스의 파문과 아리우스파의 부정을 결정하였다. 그러나 아리우스파 문제는 완전히 해결되지 못했고, 정치 문제까지 얽혀 더욱 복잡해지게 되었다. 이를 해결하고자 다시 공의회를 열게 된 것이다.
콘스탄티노폴리스 공의회의 주최자는 당시의 로마 황제 테오도시우스 1세였다. 콘스탄티노폴리스는 전통적으로 아리우스파에 찬동하는 자가 많은 곳이었지만 니케아 신조를 지지하던 황제는 자신이 신뢰하던 나지안조스의 그레고리우스와 함께 공의를 주도하였다. 참가자는 150명 정도로 모두 동방 지역에서 참가한 사람들이었다.
회의에서는 최종적으로 기존의 니케아 신조에 성령(聖霊)에 대한 내용을 부가하는 등의 확대가 이루어진 니케아-콘스탄티노폴리스 신조를 채택함으로써, 아리우스파나 네스토리안주의, 가현설, 사베리우스주의, 아폴리나리스주의 및 호모이우시오스주의자를 배척하는 것이 결정되었다.